# 彈一場完美戀愛
《彈一場完美戀愛》為GagaOOLala推出的原創華語BL影集，由涂善存、張豐豪、劉泯廷、Jame Kasama Khanjanawattana領銜主演，金泰佑、李英宏、李佳歡、劉紀範聯合演出，由練建宏執導，與華納音樂及泰國合作。2024年12月1日登上泰國GMMTV的GMM25台，於泰國國內電視放送，並以泰語配音首播。

## 演員列表

### 主演
| 演員                        | 角色        |
| --------------------------- | ----------- |
|                             | Neil        |
| 張豐豪                      | 小海（Sea） |
| 劉泯廷                      | Reese       |
| Jame Kasama Khanjanawattana | Orca        |

### 聯合演出
| 演員   | 角色 |
| ------ | ---- |
| 金泰佑 | Matt |
| 李英宏 | 阿良 |
| 李佳歡 | 亭菲 |
| 劉紀範 | 小莓 |

## 播出時間

### 首播
| 平台                                         | 所在地                 | 播出日期                      | 播出時間    |
| GagaOOLala                                   | 臺灣 全球除日韓地區    | 2024年8月12日－2024年10月21日 | 每週一20:00 |
| LINE TV                                      | 臺灣 全球除日韓地區    | 2024年8月12日－2024年10月21日 | 每週一20:00 |
| FriDay影音                                   | 臺灣 全球除日韓地區    | 2024年8月12日－2024年10月21日 | 每週一20:00 |
| 八大電視 GTV DRAMA 八大劇樂部YouTube會員專區 | 臺灣全球除日韓泰菲地區 | 2024年8月12日－2024年10月21日 | 每週一20:00 |
| 樂天電視                                     | 日本                   | 2024年8月12日－2024年10月21日 | 每週一20:00 |
| Video Market                                 | 日本                   | 2024年8月12日－2024年10月21日 | 每週一20:00 |
| Heavenly                                     |                        | 2024年8月12日－2024年10月21日 | 每週一20:00 |
| Rakuten Viki                                 | 歐洲，美洲，大洋洲     | 2024年8月12日－2024年10月21日 | 每週一20:00 |

## 外部連結
- 《彈一場完美戀愛》的Instagram帳戶
- 《彈一場完美戀愛》的Facebook專頁
- GagaOOLala官方網站 （需於指定地區播放）